# Ford Modell B (1932)
Der zweite Ford Modell B ist ein Mittelklasse-Pkw, der 1932 von Ford zunächst in den USA und später auch in Köln-Niehl von der deutschen Ford Motor Company AG (ab 1939: Ford-Werke AG) unter der Bezeichnung Ford Rheinland als Nachfolger des Modells A produziert und verkauft wurde.
Der Wagen hatte einen 4-Zylinder-Reihenmotor. Das Coupé wurde auch Deuce Coupe genannt und war ein beliebter Hot Rod. Es war Namensgeber für das Album Little Deuce Coupe der Beach Boys und wird in Bruce Springsteens Blinded by the Light referenziert.
In der gleichen Karosserie wurde auch ein V8 als Ford Modell 18 angeboten.
Das Modell B wurde in den USA nur 1932 produziert. Es entstanden 71.829 Stück. Nachfolger war das fast baugleiche Modell C.
Ähnlich wie bei den Vorgängern gab es parallel einen Lkw auf gleicher Basis mit der Bezeichnung Ford Modell BB.

## Rheinland
Ford Rheinland war ab 1935 der Name des Modell B in Deutschland. Ab August 1933 trugen alle in Köln von Ford produzierten Fahrzeuge im Markenzeichen den Zusatz „Deutsches Erzeugnis“. Auch die Modellnamen wurden eingedeutscht. Aus dem Modell B wurde so der Ford Rheinland. Der Pkw hatte einen Vierzylinder-Reihen-Benzinmotor mit 3286 cm³ (50 PS), ein Dreiganggetriebe und Hinterradantrieb.
In Deutschland wurden 1784 Modell B und 5575 Modell Rheinland produziert.